# Lyes Houri
Lyes Houri (* 19. Januar 1996 in Lomme) ist ein französischer Fußballspieler.

## Vereinskarriere

### Jugend (bis 2014)
Houri wurde in Lomme, einem heutigen Stadtteil von Lille geboren und begann beim lokalen Profiklub OSC Lille in der Jugend mit dem Fußballspielen. Dort blieb er für einige Jahre und durchlief die Jugendmannschaften, bis er den Klub aufgrund einer fehlenden Perspektive verließ. Er wechselte zum mit dem OSC kooperierenden ES Wasquehal, bei dem er in den nachfolgenden Jahren eine positive Entwicklung nahm. Angesichts dessen weckte er das Interesse des FC Valenciennes und wurde 2011 in dessen Nachwuchsleistungszentrum aufgenommen.
Während der Spielzeit 2012/13 stand er erstmals für die in der vierten Liga spielende Reservemannschaft des FC Valenciennes auf dem Platz, musste mit dieser am Saisonende allerdings den Abstieg hinnehmen. Auch daran anschließend wurde der altersmäßig eigentlich noch zum Jugendbereich zählende Houri teils in diesem Team eingesetzt.

### Beginn seiner Profilaufbahn (seit 2014)
Ab der Saison 2014/15 gehörte der damals 18-Jährige zur Profimannschaft des zuvor aus der ersten Liga abgestiegenen FC Valenciennes. Am 1. August 2014 wurde er bei einer 0:2-Niederlage gegen den Gazélec FC Ajaccio von Beginn an aufgeboten und gab damit sein Debüt in der zweithöchsten Spielklasse. In der nachfolgenden Zeit erhielt der im defensiven Mittelfeld beheimatete Profi regelmäßig weitere Spielpraxis, wobei er häufig eingewechselt wurde.
Anfang Februar 2015 wurde Houri vom auf der Insel Korsika beheimateten Erstligisten SC Bastia verpflichtet. Eine Ablösesumme wurde dabei nicht fällig. Als er am 28. Februar desselben Jahres bei einem 0:2 gegen den FC Lorient in der 84. Minute eingewechselt wurde, kam er zu seinem ersten Einsatz in der höchsten Liga Frankreichs. Da er bei Bastia nur geringe Chancen auf Einsätze besaß wurde er im Februar 2016 für den Rest der Spielzeit 2015/16 an den Drittligisten ASM Belfort verliehen. Bei diesem wurde er regelmäßig aufgeboten und war am Erreichen des Klassenerhalts beteiligt. Für die Rückrunde der Saison 2016/17 wurde er an den niederländischen Erstligisten Roda JC Kerkrade verliehen, kam dort jedoch nicht zum Einsatz.

## Nationalmannschaft
Den Einstieg in die Jugendmannschaften des französischen Verbandes schaffte Houri auf der Altersstufe der unter 16-Jährigen, als er am 6. März 2012 bei einem 1:1 gegen Italien für das Auswahlteam debütierte. Anschließend wurde er regelmäßig berücksichtigt und rückte im nachfolgenden Sommer in die U-17 auf. Mit dieser verpasste er die Qualifikation zur Europameisterschaft 2013. In der nächsten Altersstufe wurde nicht auf ihn zurückgegriffen, doch ab 2014 gehörte er der U-19 an.